# Canadian Jewish Congress
Der Canadian Jewish Congress war eine Dachorganisation jüdischer Organisationen in Kanada mit Sitz in Ottawa (Ontario).
Er konkurrierte mit der ebenfalls in Kanada aktiven Bnai-Brith-Loge, die unter dem Namen B'nai Brith Canada aktiv ist. Letzter CEO der Loge war Bernie Farber.
Die Organisation existierte von 1919 bis 2011 mit Unterbrechungen. Sie ging dann auf im "Center for Israel and Jewish Affairs – Centre consultatif des relations juives et israéliennes", CIJA, als gegenwärtiger Dachorganisation, mit dem CEO Shimon Fogel (2019) und dem Sitz Montréal.
Das CIJA verfügt weiterhin über das Archiv des Canadian Jewish Congress, als Archiv tätig seit 1934. Diese "Canadian Jewish Congress Charities Committee National Archives" heißen seit 2015 "Alex Dworkin Canadian Jewish Archives", benannt nach dem Stifter erheblicher Summen für diese Archive.

## Präsidenten
- Lyon Cohen 1919–1934
- Samuel William Jacobs 1934–1938
- Samuel Bronfman 1939–1962
- Michael Garber 1962–1968
- Monroe Abbey  1968–1971
- Sol Kanee 1971–1974
- Sydney Harris 1974–1977
- Rabbi Gunther Plaut 1977–1980
- Irwin Cotler 1980–1983
- Milton E. Harris 1983–1986
- Dorothy Reitman 1986–1989
- Les Scheininger 1989–1992
- Irving Abella 1992–1995
- Goldie Hershon 1995–1998
- Moshe Ronen 1998–2001
- Keith M. Landy 2001–2004
- Ed Morgan 2004–2007
- Reuven Bulka and Sylvain Abitbol (co-presidents) 2007–2009
- Mark Freiman 2009–2011

## Notizen
1. ↑  Canadian Jewish Congress. In: Juifs d'ici - Quebec. 27. Januar 2017, abgerufen am 19. Oktober 2021 (amerikanisches Englisch).
2. ↑  Canadian. Jewish. Advocacy. Abgerufen am 19. Oktober 2021 (amerikanisches Englisch).
3. ↑  Archive (Memento des Originals vom 4. Januar 2019 im Internet Archive)  Info: Der Archivlink wurde automatisch eingesetzt und noch nicht geprüft. Bitte prüfe Original- und Archivlink gemäß Anleitung und entferne dann diesen Hinweis., Stand 2019